# Fiú 77 kg-os súlyemelés a 2010. évi nyári ifjúsági olimpiai játékokon
A 2010. évi nyári ifjúsági olimpiai játékokon a súlyemelés fiú 77 kg-os versenyszámát augusztus 18-án 11:00-kor rendezték meg a Toa Payoh Sports Hallban. A résztvevők legfeljebb 77 kg-os testtömeggel indulhattak.
A végeredménynél összeadódott az emelő legjobb szakítás és lökés eredménye. A versenyzőknek fogásnemenként három gyakorlat állt rendelkezésükre; az emelés eredménye a legnehezebb sikeresen felemelt súly volt.

## Eredmények
Az eredmények kilogrammban értendők.

### Végeredmény
| H     | Név                  | Nemzet                | Cs | Súly  | Szakítás | Szakítás | Szakítás | Szakítás | Lökés | Lökés | Lökés | Lökés | Össz. |
| H     | Név                  | Nemzet                | Cs | Súly  | 1        | 2        | 3        | E        | 1     | 2     | 3     | E     | Össz. |
| ----- | -------------------- | --------------------- | -- | ----- | -------- | -------- | -------- | -------- | ----- | ----- | ----- | ----- | ----- |
| Arany | Artem Okulov         | Oroszország (RUS)     | A  | 76,59 | 140      | 142      | 145      | 145      | 170   | 177   | 182   | 182   | 327   |
| Ezüst | Chatuphum Chinnawong | Thaiföld (THA)        | A  | 76,69 | 133      | 138      | 141      | 141      | 160   | 170   | 183   | 170   | 311   |
| Bronz | Rustem Sybay         | Kazahsztán (KAZ)      | A  | 76,78 | 125      | 125      | 130      | 130      | 155   | 162   | 162   | 155   | 285   |
| 4.    | Steven Kari          | Pápua Új-Guinea (PNG) | A  | 75,20 | 115      | 120      | 120      | 115      | 145   | 150   | 155   | 155   | 270   |
| 5.    | Huang Yi-Yuan        | Tajvan (TPE)          | A  | 75,87 | 105      | 110      | 112      | 112      | 145   | 149   | 154   | 149   | 261   |
| 6.    | Luca Parla           | Olaszország (ITA)     | A  | 72,76 | 100      | 108      | 111      | 111      | 130   | 137   | 141   | 137   | 248   |
| 7.    | Kabuati Silas Bob    | Kiribati (KIR)        | A  | 75,35 | 90       | 95       | 100      | 100      | 120   | 125   | 130   | 130   | 230   |
| 8.    | Liam Larkins         | Ausztrália (AUS)      | A  | 76,02 | 85       | 85       | 92       | 92       | 110   | 110   | 120   | 120   | 212   |
|       | Milena Kruczynska    | Lengyelország (POL)   | A  | 76,65 | 132      | 132      | 132      | —        | —     | —     | —     | —     | —     |

## Fordítás
Ez a szócikk részben vagy egészben  a   Weightlifting at the 2010 Summer Youth Olympics – Boys' 77 kg című angol Wikipédia-szócikk fordításán alapul.  Az eredeti cikk szerkesztőit annak laptörténete sorolja fel. Ez a jelzés csupán a megfogalmazás eredetét és a szerzői jogokat jelzi, nem szolgál a cikkben szereplő információk forrásmegjelöléseként.